# Дембська Євгенія Михайлівна
Євге́нія Миха́йлівна Де́мбська (28 листопада 1920, Київ, Українська Народна Республіка — 29 червня 2019, Одеса) — акторка театру і кіно. Народна артистка України (2000).

## Життєпис
Народилася і виросла в Києві. Там само у 1939 р. закінчила музичне училище.
У 1940–1945 рр. працювала солісткою Київського театру малих форм (під час окупації Києва — «Кляйн кунст театр»). Виступала разом в Михайлом Водяним як солістка Львівської філармонії. У 1946 р. закінчила Львівську консерваторію і в тому ж році стала одним із засновників Львівського театру музичної комедії.
Разом із цим театром у 1953 році переїздить до Одеси і всі наступні роки (до 2018 року) є провідною солісткою Одеського академічного театру музичної комедії ім. М.Водяного.
У театрі Євгенія Дембська зіграла близько 200 ролей в класичному і сучасному репертуарі. Актриса також успішно знімалася в кіно. Найпопулярніша кінороль — Лариса у фільмі «Біла акація» (1958 р.).
У 1960 р. їй було присвоєно звання заслуженої артистки України, в 2000 р. — народної артистки України.

## Театральні ролі
- «Фіалка Монмартру» (І.Кальман) — Мадлен
- «Кажан» (Й.Штраус) — Розалінда
- «Циганський барон» (Й.Штраус) — Мірабелла
- «Весела вдова» (Ф.Легар) — Ганна Гловарі
- «Жюстіна Фавар» (Ж.Оффенбах) — Жюстін
- «За двома зайцями» (реж. В.Рождественський) — Проня Прокопівна
- «На світанку» (О.Сандлер) — Мадам Енно
- «Мадемуазель Нітуш» (Ф.Ерве) — Карина
- «Моя чарівна леді» (Ф.Лоу) — Місіс Хіґґінс і Місіс Пірс
- «Скрипаль на даху» (Дж. Бок) — Голда
- «Кабаре» (Д.Кендер) — Фрау Шнайдер
- «Акомпаніатор» (О.Галін) — Жанна Корабльова

## Фільмографія
- 1990 «День кохання» — акомпаніатор
- 1988 «Приморський бульвар» — дама у вікні, що пригощає фаршированою рибою
- 1958 «Біла акація» — Лариса

## Призи та нагороди
- 1960 р. — заслужена артистка УРСР
- 2000 р. — народна артистка України
- 2007 р. — орден княгині Ольги ІІІ ступеня[3]
- 2010 р. — почесний знак Одеського міського голови «Трудова слава»
- 2011 р. — почесний знак Одеського міської ради імені Г. Г. Маразлі ІІІ ступеня.
- 18 червня 2013 р. — звання «Почесний громадянин міста Одеси».